# Idaea murinata
Idaea murinata är en fjärilsart som beskrevs av Fabricius 1794. Idaea murinata ingår i släktet Idaea och familjen mätare. Inga underarter finns listade i Catalogue of Life.